# La Prairie (école)
Pour les articles homonymes, voir Prairie et La Prairie (homonymie).
La Prairie est un établissement scolaire toulousain créé en 1969 sous contrat d'association avec l'État et pratiquant les méthodes d'éducation nouvelle, en particulier les méthodes actives de Roger Cousinet et, dans une moindre mesure, la pédagogie Freinet. Parmi les écoles adhérant à l'Association Nationale pour le développement de l'Éducation Nouvelle elle a la particularité de fonctionner jusqu'au niveau collège.